# Герб Доманівського району
Герб Дома́нівського райо́ну — офіційний символ Доманівського району Миколаївської області, затверджений 22 вересня 2006 року рішенням Доманівської районної ради.

## Опис
Зелений гербовий щит у формі чотирикутника з півколом в основі із вигнутою срібною базою перетятий синьою балкою, під якою розміщено золотий лапчастий хрест. На базі — ручне кремнієве рубило доби пізнього палеоліту природного кольору.
Щит увінчано стилізованою короною та обрамлено вінком із золотих колосків, обвитим жовто-синьою стрічкою, на якій у нижній частині розміщені гроно винограду та два стилізовані соняшники.